# Фридрих Вилхелм фон Каниц
Фридрих Вилхелм фон Каниц (на немски: Friedrich Wilhelm von Kanitz; * 10 октомври 1656; † 22 януари 1719) е благородник от пруския клон на род Каниц, пруски таен съветник и главен бургграф в Прусия.
Той е син на курфюрстски-бранденбургския обрист и хауптман на Балга Елиас фон Каниц (1617 – 1674) и съпругата му Анна Маргарета Финк фон Финкенщайн (* 1625), дъщеря на Албрехт Финк фон Финкенщайн († 1665), наследствен хауптман на Гилгенбург, и Барбара фон Шлибен († 1647). През 1663 г. баща му Елиас фон Каниц купува Поданген в Елбльонгски окръг, Полша, който остава на фамилията до нахлуването на Червена армия през януари 1945 г.
Фридрих Вилхелм фон Каниц е през 1683 г. курфюрстски-бранденбургския камер-юнкер и от тъста си чрез договор получава титлата хауптман на Гижицко в Полша. През 1694 г. той е хауптман в Гвардейск в Калининградска област и поема от вдовицата Мария Вероника фон Хоендорф, родена Поленц, имението Маулфрицен. След една година той получава чрез тестамент от леля си, омъжена Щраквалдт, имението Розенау при Олщин в Полша.
През 1701 г. той построява господарската къща в Поданген. От баща си той получава и други имения.
Фридрих Вилхелм фон Каниц е в началото на 18. век директор и хауптман на Бранденбург, издигнат е 1706 г. на истински таен съветник и главен маршал, през 1711 г. на главен бургграф в Прусия.
Потомъкът му Карл Вилхелм Александер фон Каниц (1745 – 1824), господар в Поданген, е издигнат на пруски граф на 5 юни 1798 г.

## Фамилия
Фридрих Вилхелм фон Каниц се жени 1683 г. за София Барбара фон Тетау (* 1664; † 1707). Те имат четири дъщери и четири сина, между тях:
- Ханс Вилхелм фон Каниц (* 28 ноември 1692 в Поданген; † 10 април 1775 в имението Крафтсхаген), пруски генерал-лейтенант, женен I. 1723 г. за братовчедката си София Елизабет фон Каниц († 1724), II. 1728 г. за братовчедката си Аделгунда Катарина фон Каниц (1698 – 1776)

Фридрих Вилхелм фон Каниц се жени втори път на 16 ноември 1708 г. за Кристина Августа фон Ревентлов (* 1680; † 1741), дъщеря на Хениг фон Ревентлов (* 1640; † 1705) и Маргарета фон Румор (* 1638; † 1705). Те имат една дъщеря и два сина, между тях:
- Хенинг Фридрих (* 1712; † 1791), поема наследството 1778 г. в Медникен
- Александер Конрад Лудвиг (* 1714; † 1788), чрез неговите потомци се продължава линията Поданген